# Пассажиры (сериал)
«Пассажи́ры» — российский драматический сериал с элементами мистики. Главные роли в нём сыграли Кирилл Кяро, Сергей Гилёв, Аня Чиповская, Сергей Шакуров. Премьера состоялась 24 декабря 2020 года на видеосервисе START. Премьерный показ второго сезона, получившего название «Пассажи́ры. После́дняя любо́вь на Земле́», проходил с 8 апреля по 27 мая 2022 года. 

## Сюжет
Главный герой сериала — таксист Андрей, который ездит по Москве на старом «Мерседесе». Его пассажирами становятся души тех, кто не успел при жизни завершить что-то важное; пока они не поймут, что держит их на земле, такси будет продолжать свой путь.

## В ролях
- Кирилл Кяро (1—10, 14 серии) — Андрей
- Анатолий Белый (1 серия) — Игорь, муж Светланы
- Юлия Снигирь (1 серия) — Светлана, жена Игоря
- Екатерина Соколова-Жубер (1—6, 8 серии) — Вера, сотрудник заправки
- Ольга Шеина (1, 3—5, 8 серии) — Галина
- Егор Губарев (2 серия) — Сашка, школьник
- Сергей Гилёв (3, 8—16 серии) — Кирилл, наркоман
- Мария Иванова (3 серия) — Тоня
- Юлия Ауг (4 серия) — Людмила, судья
- Сергей Жарков (2, 4, 8 серии) — Дима, гонщик
- Андрей Бурковский (5 серия) — Никита, программист
- Даниил Воробьёв (5 серия) — Вадим, бизнесмен
- Анастасия Уколова (6 серия) — Вика, блогер
- Даниил Киселёв (6 серия) — Макс
- Вениамин Смехов (7 серия) — Олег Борисович Глебов, кинорежиссёр
- Анастасия Тодореску (7, 8 серии) — Инга (Смерть)
- Татьяна Смирнова (8 серия) — мама Андрея
- Аня Чиповская (9—16 серии) — Мэри
- Наталия Вдовина (9 серия) — Элла
- Руслан Медведев (9 серия) — Константин
- Полина Айнутдинова (9 серия) — Софи
- Никита Кологривый (10 серия) — Евгений
- Егор Тишканин (10 серия) — Артём
- Женя Громова (10 серия) — Евгения
- Сергей Шакуров (11—13, 15—16 серии) — Мастер
- Лев Малишава (11 серия) — Максименко
- Данил Иванов (11 серия) — Анисимов
- Полина Долиндо (11 серия) — Вера
- Александра Булычёва (12 серия) — Кристина
- Надежда Маркина (12 серия) — Надежда
- Ирина Рахманова (12 серия) — Тамара
- Ольга Науменко (13 серия) — Лиза
- Иван Верховых (13 серия) — Аркадий
- Елизавета Шакира (14 серия) — Ирина
- Евгений Сидихин (14 серия) — Анатолий
- Вероника Мохирева (15 серия) — Юля / Мила
- Юрий Чурсин (16 серия) — Виктор

## Производство
О начале съёмок было объявлено 6 октября 2020 года. 16 декабря вышел первый трейлер проекта. 23 декабря вышел клип на песню «Би-2» «Того что нет», ставшую саундтреком к сериалу.
Сразу было объявлено, что серии будут короткими, 15-20 минут. «Нам стало интересно, сможем ли мы за такое короткое время заставить зрителя испытать целый спектр чувств: полюбить, возненавидеть, простить или не простить героев, — рассказал в интервью режиссер Карен Оганесян. — Это сверхзадача для меня и для артистов».

## Релиз и оценки
«Пассажиры» были презентованы в рамках международной конференции Content London в категории Hot Properties как одна из трёх неанглоязычных драм, которые предположительно окажутся наиболее влиятельными в следующие полтора года. Цифровой релиз первого сезона состоялся 14 декабря 2020 года. Премьера второго сезона должна была состояться 25 февраля 2022 года, но её перенесли на 8 апреля 2022 года.
Сразу несколько СМИ включили «Пассажиров» в списки самых ожидаемых сериалов декабря 2020 года. Рецензент «Комсомольской правды», посмотрев первый сезон, отметил, что классическая идея, лежащая в основе сценария, «реализуется вполне достойно — сериал не падает в пропасть тупой патетики, хотя, бывает, движется по самому краю».